# Allodape interrupta
Allodape interrupta là một loài Hymenoptera trong họ Apidae. Loài này được Vachal mô tả khoa học năm 1903.